# سان لورنزو دل والو
سان لورنزو دل والو (به ایتالیایی: San Lorenzo del Vallo) یک کومونه در ایتالیا است که در استان کوزنتسا واقع شده‌است.
 سان لورنزو دل والو ۲۲ کیلومتر مربع مساحت و ۳٬۵۲۱ نفر جمعیت دارد و ۳۶۵ متر بالاتر از سطح دریا واقع شده‌است.